# Rozsochatec
Rozsochatec är en ort i Tjeckien.   Den ligger i regionen Vysočina, i den centrala delen av landet, 100 km sydost om huvudstaden Prag. Rozsochatec ligger 477 meter över havet och antalet invånare är 507.
Terrängen runt Rozsochatec är platt åt sydväst, men åt nordost är den kuperad. Runt Rozsochatec är det ganska tätbefolkat, med 104 invånare per kvadratkilometer. Närmaste större samhälle är Chotěboř, 6,0 km norr om Rozsochatec. I omgivningarna runt Rozsochatec växer i huvudsak blandskog.